# Meucon
 Meucon  (en bretón Meukon) es una población y comuna francesa, situada en la región de Bretaña, departamento de Morbihan, en el distrito de Vannes y cantón de Grand-Champ.

## Demografía
| 455 | 506 | 606 | 794 | 1100 | 1268 |
| Para los censos de 1962 a 1999 la población legal corresponde a la población sin duplicidades (Fuente: INSEE [Consultar]) |     |     |     |      |      |